# Goya (pel·lícula)
Goya és un llargmetratge documental espanyol en color dirigit per Rafael Julià Salvia i Giménez en 1973 basant-se en un poema dramàtic entres actes del'historiador de l'art aragonès José Camón Aznar basat en la biografia i les obres del pintor aragonès Francisco de Goya y Lucientes com a paradigma d'una època, amb una visió negativa i pessimista. Mostra les relacions entre l'obra d'aquest pintor i el cinema, però criticada per l'abús de la paraula en detriment de les obres en color.

## Veus
- Ángel María Baltanás
- Pilar Calvo
- Matilde Conesa
- Rafael de Penagos
- Teófilo Martínez
- Vicente Bañó
- Modesto Blanch
- Antonio Carrera

## Premis
Medalles del Cercle d'Escriptors Cinematogràfics
| Any  | Categoria      | Pel·lícula                    | Resultat  |
| ---- | -------------- | ----------------------------- | --------- |
| 1973 | Premi especial | Rafael Julià Salvia i Giménez | Guanyador |